# 正覚寺 (島田市)
正覚寺（しょうかくじ）は、静岡県島田市本通にある日蓮宗の寺院。山号は成等山。旧本山は蓮永寺、親師法縁。

## 歴史
開山は蓮華阿閣梨日持（立正大師日蓮の弟子で六老僧の一人。）、中興開山は恵雲院日潤（元禄4年（1691年）没）とするが寺歴は不明な点が多い。日殊（16世）の代には近衛殿から御歌1幅を拝領し永代祈願所と定められたという。宝暦6年（1756年）、日達（17世）の代に本堂を再建し、明和2年（1765年）、日情（20世）の代に仏像12体を新造し、天明8年（1788年）、日染（21世）の代に大津通りの七面堂（現在の開運堂）を当寺に移転した。文久2年（1862年）頃、日荅（26世）の代に庫裡から出火して伽藍を全焼したが、元治元年（1864年）までに古家等を移築して再建された。現在の本堂は大正2年（1913年）日堯（30世）の代に再建されたもの。

## 境内
- 本堂
- 開運堂

## 歴代
- 蓮華阿閣梨日持（開山）
- 恵雲院日潤（中興開山）
- 日定（25世）

## 関連資料
- 佐藤光春『北天開教日持上人伝』日蓮宗新聞社（2004年）